# NGC 6078
NGC 6078 is een elliptisch sterrenstelsel in het sterrenbeeld Hercules. Het hemelobject werd op 21 juni 1876 ontdekt door de Franse astronoom Édouard Jean-Marie Stephan.

## Synoniemen
- MCG 2-41-17
- ZWG 79.76
- NPM1G +14.0442
- PGC 57460